# Charles Frédéric Chassériau
Pour les articles homonymes, voir Chassériau.
Charles-Frédéric Chassériau du Chiron, né le 29 janvier 1802 à Port-au-Prince et mort le 11 janvier 1896 à Vars-sur-Roseix, est un architecte et un artiste français.
Comme architecte en chef de la ville d’Alger, il est l'auteur de son majestueux front de mer et du boulevard de l'Impératrice, connu aujourd'hui sous le nom de boulevard Che-Guevara.

## Biographie
Ses parents, propriétaires de l'habitation Le Beau à Saint-Domingue, fuirent Port-au-Prince en 1802, quelques mois seulement après la naissance de Charles-Frédéric Chassériau du Chiron. Il ne durent leur survie que grâce à une domestique noire qui les alerta de l'imminence d'un danger.
Orphelin de mère et d'un père général mort à la bataille de Waterloo, il fut recueilli dans la famille de son oncle Benoît Chassériau au côté du peintre Théodore Chassériau. 
Dès l'enfance, son rêve fut d'entrer à l'École navale pour laquelle il s'était préparé avec acharnement. Son tuteur n'ayant pas fait en temps utile les démarches nécessaires, il ne pût se présenter aux examens. Ce fut une déception profonde pour lui de renoncer à sa vocation préférée et c'est alors qu'après ses études au lycée Henri-IV, il se tourna vers l'École spéciale militaire de Saint-Cyr où il fut reçu le 27e, à l'âge de 16 ans, le 15 octobre 1819. Il ne put cependant suivre les cours de cette école, sa famille, ruinée par la révolte de Saint-Domingue, n’ayant pas assez de ressources pour payer sa pension. Les généraux Jean-Baptiste Milhaud et Augustin-Daniel Belliard, en témoignage de l’affection qu’ils portaient au général Chassériau, offrirent à Charles-Frédéric tout juste admis à Saint-Cyr de lui payer la pension que l’État lui refusait. Par fierté et bien que reconnaissant, il ne crut pas devoir accepter et ne devint pas soldat. 
Après quelques mois passés chez un notaire, il se décida à devenir architecte et rejoignit pendant 6 mois l'atelier de Jean-François-Julien Mesnager en 1823. Le 3 avril 1824, il est reçu comme élève-titulaire de l’École des beaux-arts de Paris et débuta la même année, auprès du peintre François Édouard Picot. S’ensuivirent 6 mois auprès de l’architecte Jacques Lacornée qui le fit collaborer à la construction de la Cour des comptes, dont l'escalier d'honneur serait décoré vingt ans plus tard par son cousin Théodore Chassériau. 

### Collaborateur deFrançois Mazoispour les relevés desruinesdePompéi(1820)

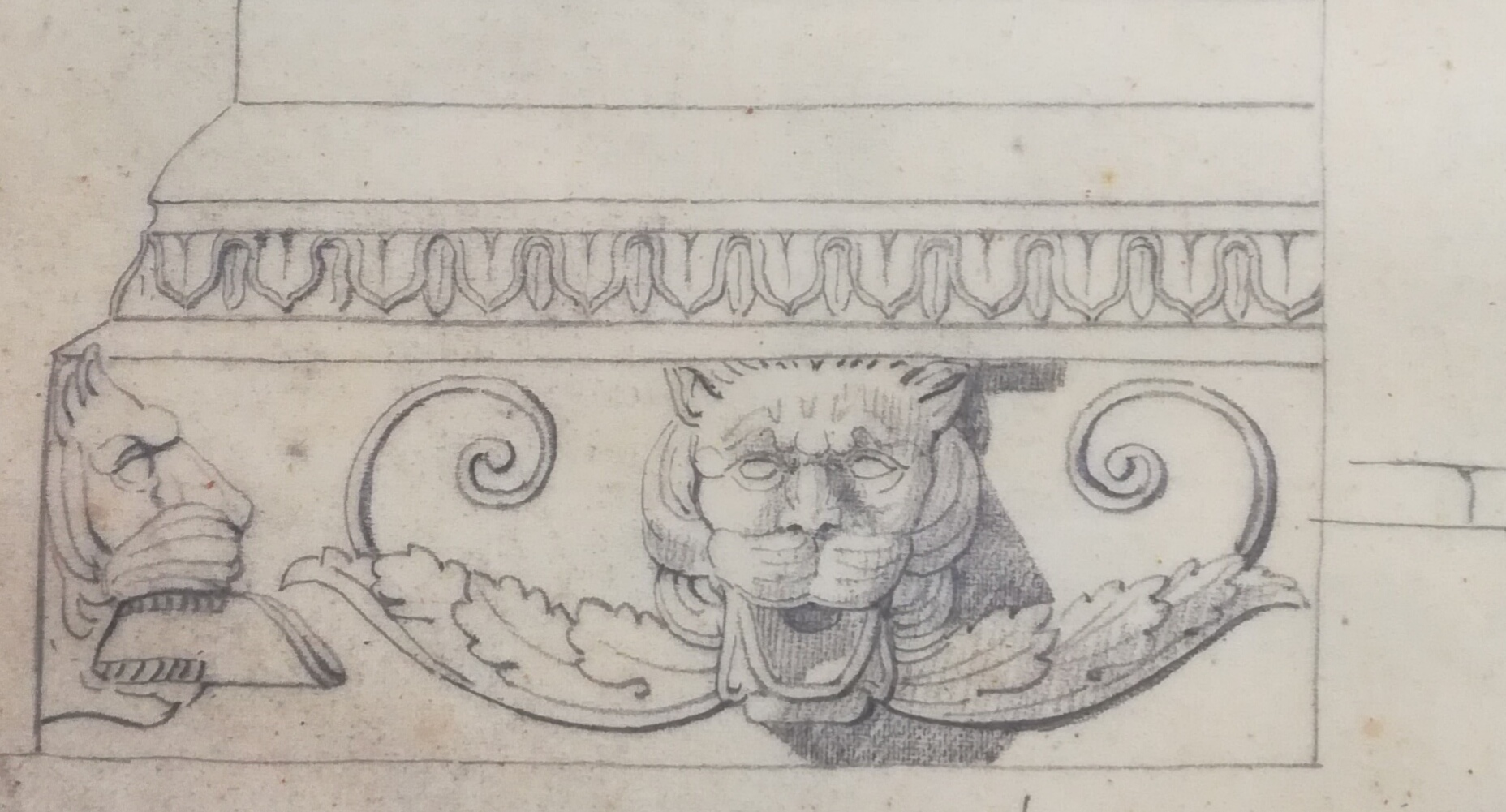
Coupe sur le xyste de la même maison d’Actéon, décoration têtes de lion - Pompéi (ca. 1820) par Charles Frédéric Chassériau (1802-1896), collaborateur de François Mazois pour son ouvrage Les ruines de Pompéi (XXXVII de la partie 2).

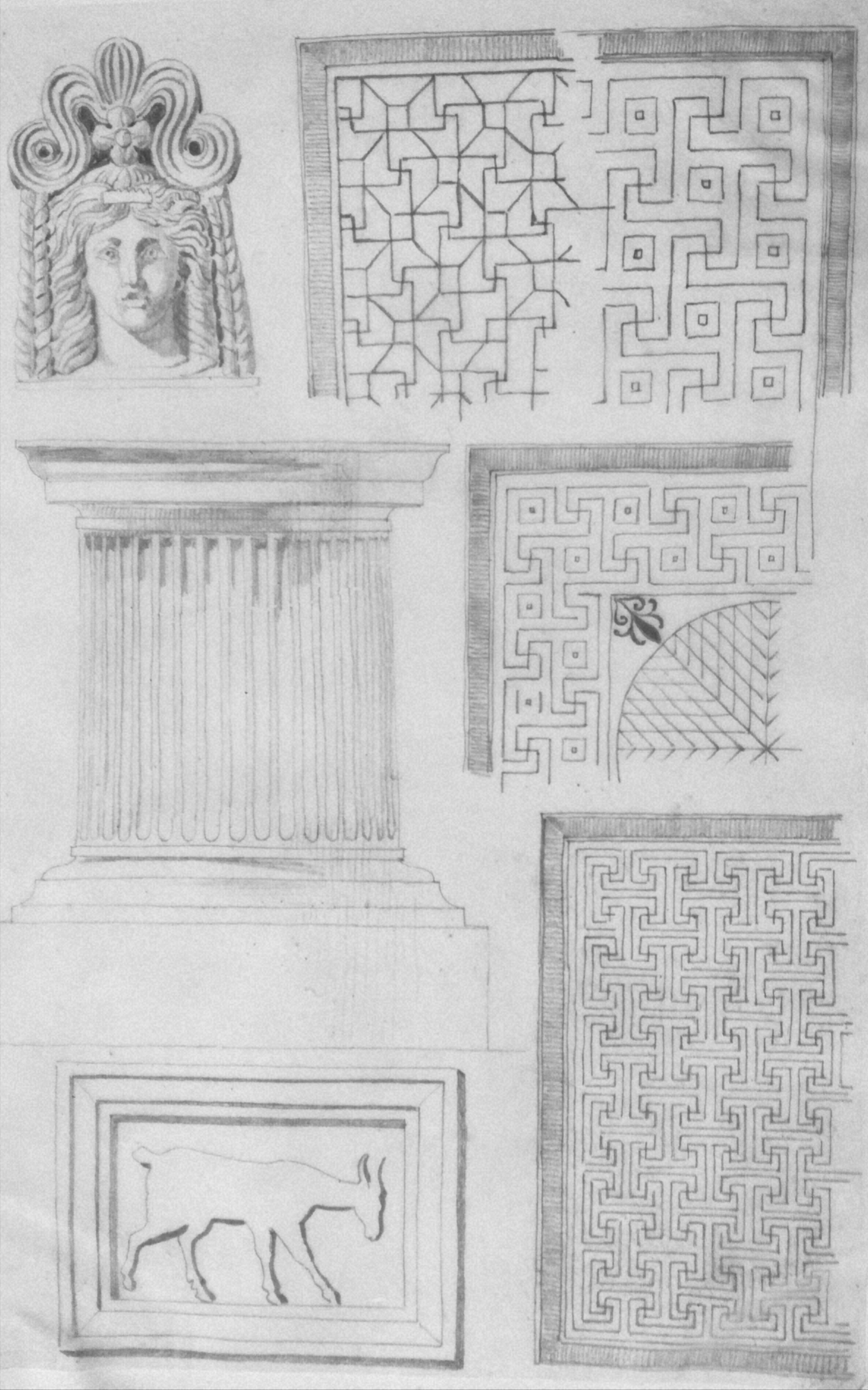
Détails du péristyle de la maison de campagne (maison de Diomède), Mosaïques à Pompéi (ca. 1820) par Charles Frédéric Chassériau (1802-1896), collaborateur de François Mazois pour son ouvrage Les ruines de Pompéi (planche XLVI et planche XLIX de la partie 2).

Chassériau entra par la suite dans l’agence de François Mazois, inspecteur général des bâtiments civils auquel il était apparenté depuis que Mazois avait épousé la nièce d'Amaury Duval. En 1824, il revint travailler auprès de Mazois sur le chantier du passage Saint-Denis et 9 mois sur celui du passage du Bourg-l'Abbé.
Chassériau était bon dessinateur aussi Mazois le fit travailler sur son projet de publication consacré aux ruines de Pompéi. Plusieurs dessins de Chassériau furent repris dans le grand ouvrage de Mazois Les ruines de Pompéi publié en 1824, principalement dans la partie 1 (planches XVIII, XXVI, XIV) et la partie 2 (planches XXXVII, XXXVIII, XLVI, XLIX). 
L’aquarelle de Chassériau représentant la maison dite d'Actéon à Pompéi, aujourd’hui conservée au Metropolitan Museum of Art de New York, figure dans la partie 2 de l’ouvrage  Les ruines de Pompéi (1824) de François Mazois (Part.2, planche XXXVIII Triclinium découvert de la maison dite d'Actéon).

### Architecte àPariset combattant enEspagne(1830)
Chassériau est inspecteur de la Grande Voirie de la Ville de Paris en 1828 et obtint l'année suivante sa patente d'architecte. 
Le 15 juillet 1830, il demanda son congé de la Garde nationale dont il était sous-lieutenant. Repris par ses velléités militaires, il partit faire campagne dans l’armée républicaine espagnole comme aide de camp du général Antonio Quiroga grâce à l'introduction de Felix Lepeletier de Saint Fargeau.

### Architecte auCaire(Égypte) de 1830 à 1832
En Égypte de 1830 à 1833, il fut architecte du Lazaret d’Alexandrie et dressa les plans du consulat à Alexandrie sur la demande du vice-consul Ferdinand de Lesseps, puis rentra en France. Le consulat de France, situé sur la célèbre place des Consuls, sera entièrement détruit lors du bombardement d’Alexandrie par les Anglais en juillet 1882.

### Architecte en chef de la ville deMarseillede 1833 à 1839
Il devint en 1833, architecte adjoint de la ville de Marseille puis rapidement architecte en chef jusqu'en 1839. Il y construisit notamment l’hôpital des Aliénés, la halle des Capucins, les hangars du Frioul, ainsi que le petit arc de triomphe blanc de la porte d'Aix.
En 1840, Charles-Frédéric Chassériau tout comme son cousin le peintre Théodore Chassériau, proposa son projet pour le tombeau de l’Empereur Napoléon Ier à l’Hôtel des Invalides, projet inspiré de l’œuvre d’Horace. 
À cette même époque, Charles-Frédéric Chassériau était proche du roi Joseph Bonaparte, frère de l'empereur Napoléon, qui habitait rue Provence à Paris et avec lequel il visitait les ateliers d'artistes voisins dont celui d'Eugène Delacroix ou François-Édouard Picot.

### Architecte en chef de la ville d'Algerde 1849 à 1882 (avec interruptions)
Chassériau avait quitté Marseille pour Alger depuis 1845. Nommé architecte en chef d’Alger en 1849, Chassériau abandonna ses fonctions pour édifier, sur ses plans et avec le concours de MM. Sarlin et Ponsard, le théâtre municipal d’Alger qui s'élève sur la place Bresson. En 1869. il reprit son emploi d'architecte en chef, et le conserva jusqu'en 1870, époque où il fut licencié avec une partie de son service par suite d'une nouvelle organisation. 
Il conservera toujours le goût des armes puisqu'en août 1870, on le trouve encore capitaine adjudant-major de la Légion d'Alger.
À Alger, il sera nommé à trois reprises architecte en chef de la ville d'Alger (1849, 1859 et 1874) et prit sa retraite en 1882.
Il y est principalement connu comme étant l'auteur du boulevard de l'Impératrice et du front de mer d'Alger qui furent inaugurés en 1865 par l'empereur Napoléon III et l'impératrice Eugénie.
Rentré à Paris depuis 1882, Charles-Frédéric Chassériau meurt à l'âge de 94 ans, époque à laquelle il est le doyen des Saint-Cyriens.

## Principaux travaux

### AlexandrieetLe Caire(Égypte)

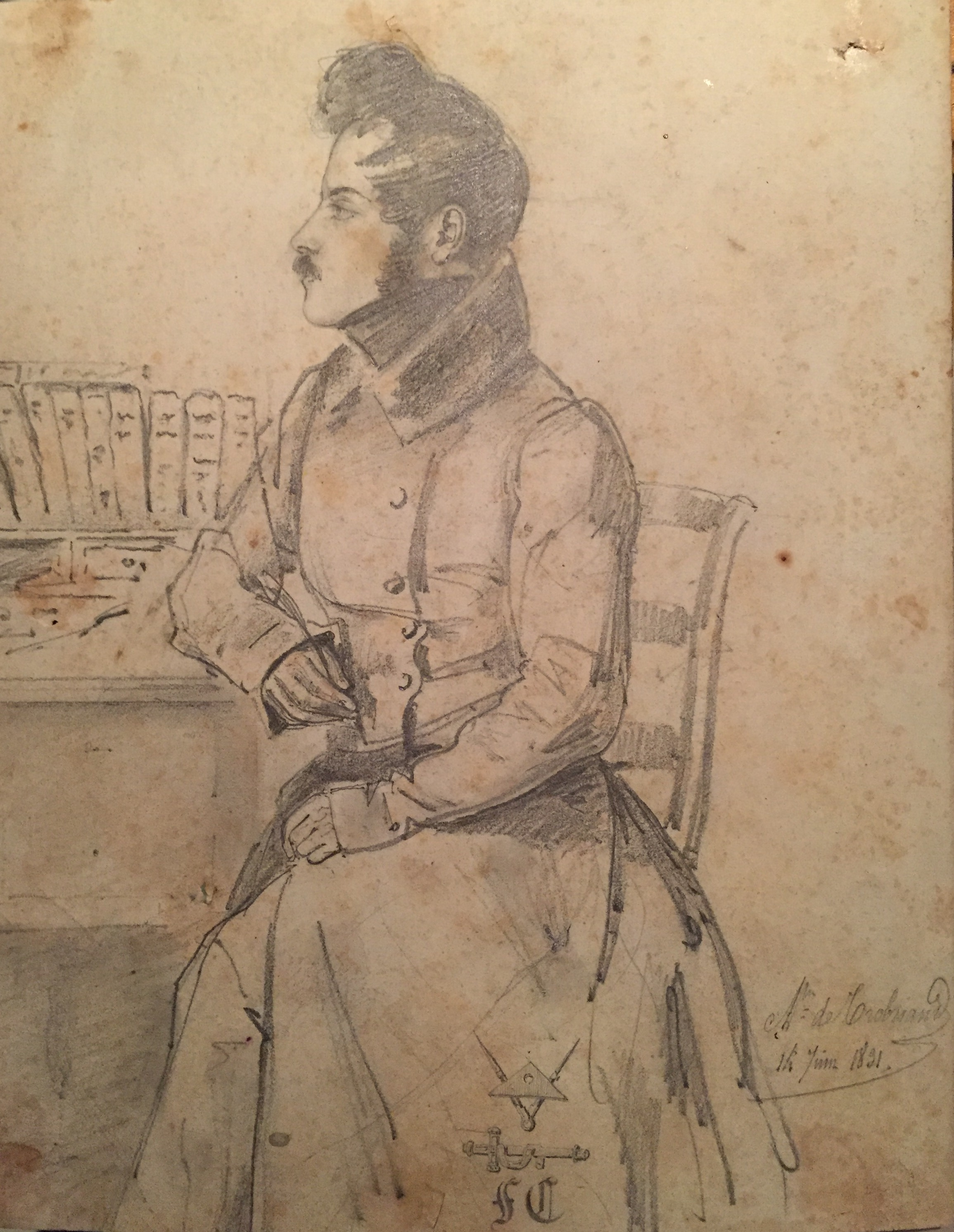
Charles-Frédéric Chassériau du Chiron, architecte au Caire en 1831, portrait au crayon par le comte Adolphe de Trobriand.

- Lazaret d’Alexandrie - L’année 1831 est marquée par une terrible épidémie de choléra qui fait 35 000 morts au Caire. En août 1831, Frédéric Chassériau envoya au géographe Edme François Jomard et à Boglios-Bey, ministre du Commerce de l'Égypte, un rapport complet intitulé De la nécessite d'établir l'administration de la voirie en Égypte sous le rapport de la sûreté, de la salubrité publique et de l'embellissement de la ville. Le 21 décembre 1831, Frédéric Chassériau présente au vice-roi Mehmet Ali son projet de lazaret pour Alexandrie.
- Consulat général de France à Alexandrie pour le consul-général Jean-François Mimaut et son vice-consul Ferdinand de Lesseps
- Projet de construction d'un hôpital et de l'École de médecine au Caire - En 1833, Edme François Jomard soutient activement les projets de Frédéric Chassériau auprès du Docteur Antoine Clot dit Clot-Bey de l'hôpital de la charité du Caire. Ce projet comprenait notamment la construction d'un hôpital et de l'École de médecine au Caire. Le projet d’hôpital modèle est salué par le docteur Antoine Clot qui le décrit comme l’ « un des plus grandioses et des plus utiles de notre époque »[10]. L’architecte Chassériau a, selon Antoine Clot, vu l’Égypte en « observateur, qui l’a admiré en poète dans ses vieux monuments, qui eut voulu, architecte philanthrope, lui en laisser de plus utiles[10] ».

### Marseille

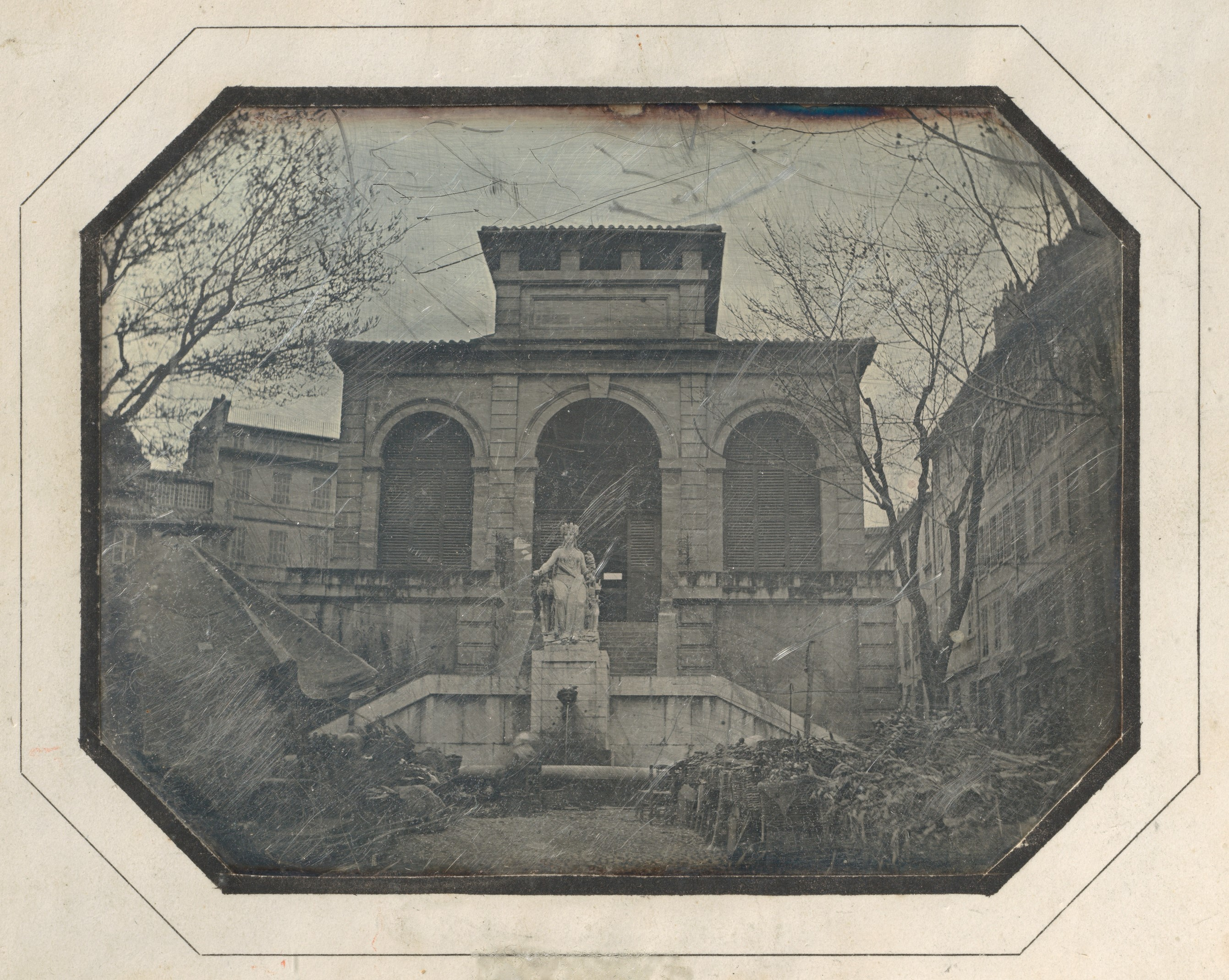
Halle des capucins (1837) construite par Charles-Frédéric Chassériau (1802-1896), Metropolitan Museum of Art.

Parmi les travaux dus à cet architecte, on cite, à Marseille : 
- l’Arc de triomphe de la porte d'Aix dont il acheva la construction[11]
- l'hôpital des Aliénés, aujourd'hui Hôpital de la Timone, exécuté d'après le plan primitif de Penchaud
- la halle des Capucins
- les hangars du Frioul et l'entrepôt Enoq
- les parloirs du Lazaret
- les portes monumentales du cimetière et le tombeau du général Louis-Michel Morris
- le pavillon de la Villa Félix et la Villa Warrain au Prado

### Alger
C’est en Algérie qu’il exécuta ses principaux travaux comme architecte en chef de la ville d’Alger.
- Le boulevard de l’impératrice Eugénie, sur le front de mer (aujourd'hui le boulevard Che-Guevara[12]) : Frédéric Chassériau dessina l’ensemble de la structure soutenant le boulevard et les rampes entre les quais et la ville. Il prend le nom de boulevard de l’impératrice Eugénie, épouse de Napoléon III qui l’inaugure en 1865 (avant son achèvement)[13]. L'entrepreneur et bailleur de fonds était la société anglaise de sir Monton Peto, détenteur des concessions pour 99 ans. Chassériau en avait le contrôle général. L’œuvre de Chassériau dans la 2e moitié du XIXe siècle inspira ces quelques lignes de Jean de Maisonseul : « il n’y a rien dans la fin du XIXe siècle qui soit égal à ce projet. Les fonctions définies par les CIAM et par Le Corbusier dans la charte d’Athènes : habiter, circuler, travailler, cultiver le corps et l’esprit, y sont réunies. Le projet de Chassériau est la traduction du concept global du boulevard. C’est la rue de Rivoli donnant sur la mer, mais les automobiles circulent sur le toit des voûtes habitées par le trafic portuaire (entrepôts d’épices, marchands de vins, etc.). Des rampes mènent à ces activités. »[14]. Les arcades du front de mer ont par la suite inspirées d'autres architectes dont notamment Le Corbusier pour son projet de viaduc, le Pont Butin en Suisse (1915)[15]
- Le théâtre impérial d’Alger, achevé en 1853 en collaboration avec Sorlin et Ponsard. Les plans se trouvent à la Bibliothèque nationale d'Algérie.

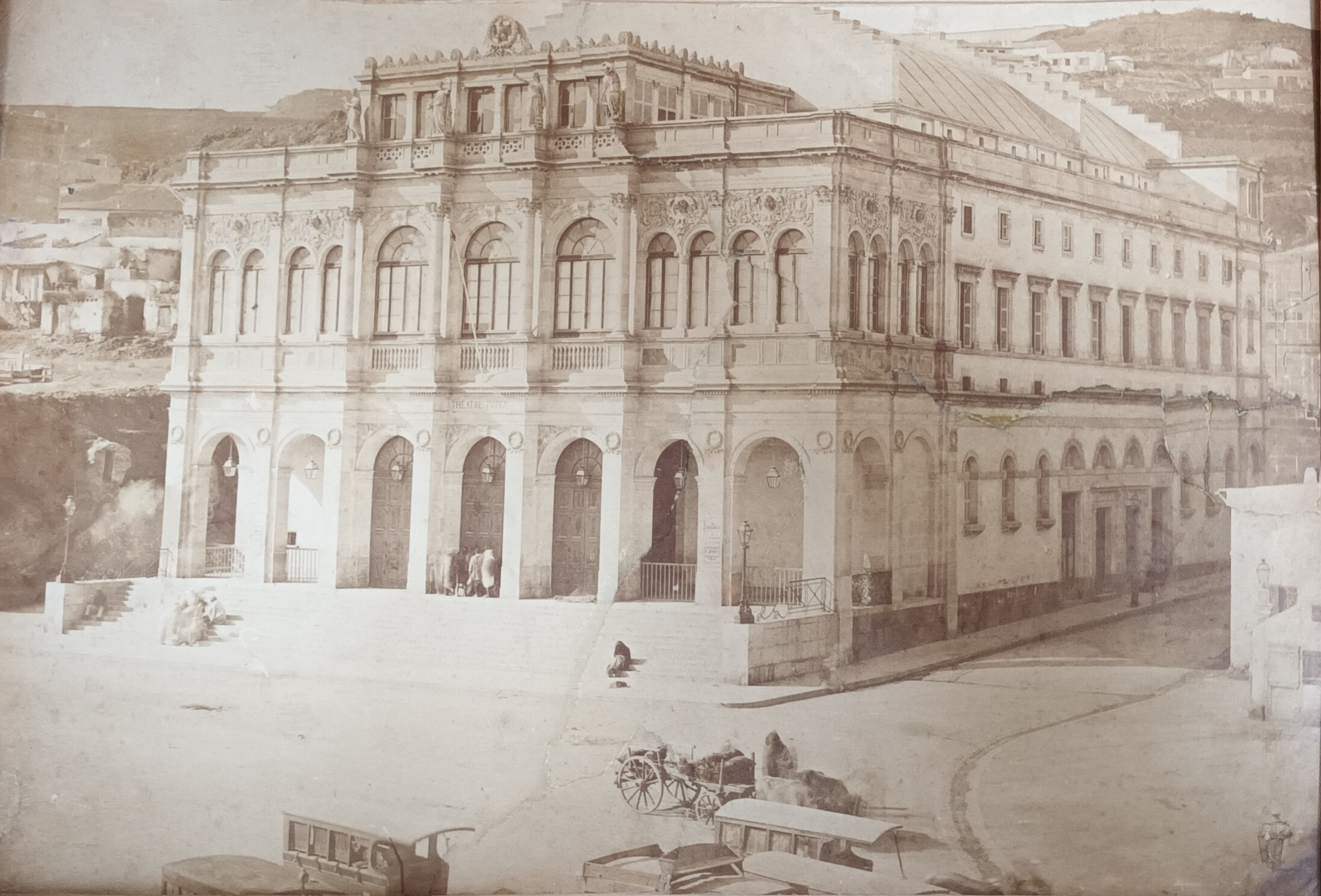
Théâtre impérial d'Alger, photographie par Félix-Jacques Moulin vers 1856-1858

- Aménagement des abords et des contreforts du port, réalisés entre 1860 et 1865
- Église Notre-Dame du Mont-Carmel d'El Biar[16]
- Gare d'Alger
- Restauration et construction d'une partie de l'ancienne mairie d'Alger
- Mont-de-piété,
- Abattoir,
- Le grand égout de l'Agah,
- Un projet de boulevard remplaçant le ravin du Centaure
- Les villas Saulière dans le quartier de l’Agha, Morris et Sarlande

#### Projets inachevés en Algérie
- Cité Napoléon-Ville : Frédéric Chassériau a publié en 1858 une Étude pour l’avant-projet d’une Cité Napoléon-Ville visant à établir sur la plage de Mustapha à Alger une ville résolument moderne : « Pour nous, il nous faut de l’air, du soleil, des boulevards plantés d’arbres et des rues à galeries couvertes ». Ce projet a fait l'objet d'une publication de Frédéric Chassériau sous le nom d'Étude pour l'avant-projet d'une cité Napoléon-Ville, à établir sur la plage de Mustapha à Alger, publiée aux Éditions Dubos frères, 1858[17].
- Palais impérial : il travailla également sur le projet de construction d'un palais impérial situé sur le boulevard de l'Impératrice et faisant face à la mer.
- Palais de justice : les plans du Palais de justice conçus par Chassériau sont aujourd'hui conservés au Musée national des beaux-arts d'Alger (donation de la Société des Amis de Chassériau en 2014). Le livre d'Octave Teissier Napoléon III en Algérie raconte que Chassériau eut l'occasion de s'entretenir avec Napoléon III à deux reprises lors de son second voyage en Algérie. Le 5 mai 1865, Chassériau présenté à l'Empereur par le Préfet et le Maire d'Alger avait soumis le plan de la façade du Boulevard de l'Impératrice, dont il est l'auteur. L'Empereur le félicita et lui dit que ce travail lui faisait honneur. À cette occasion l'Empereur a entretenu le Maire d'Alger et Chassériau des projets relatifs au square à établir sur l'emplacement actuel de l'arsenal, conformément au tracé fait de sa propre main, sur le plan qui lui avait été remis. Il chargea également Chassériau de préparer un projet et un plan pour l'emplacement à choisir pour la construction du palais de justice. Le 27 mai 1865, Chassériau soumit à l'Empereur le plan par lui proposé pour le palais de justice dont l'emplacement a été définitivement fixé place Napoléon. L'Empereur après s'être fait donner toutes les explications utiles a approuvé et signé le plan, et a adressé des éloges à cet habile architecte[18]. La construction de ce palais de justice ne se fit pas. Les différents projets qu'il réalise dans cette ville pour l'aménagement du front de mer permettront à Frédéric Chassériau de faire fortune, laquelle richesse sera ensuite utilisée par son fils Arthur Chassériau pour former la première collection des œuvres de son oncle Théodore Chassériau.

## Dessins conservés dans les musées
- Triclinium découvert de la maison dite d'Actéon à Pompéi[19] (1823) - encre, lavis, et aquarelle, The Metropolitan Museum of Art, New York
- Xyste et triclinium sous une treille à Pompéi (1823) - encre et aquarelle, Bibliothèque Nationale de France, Cabinet des estampes, Paris
- Projet d'établissement d'un marché aux fleurs et aux fruits, quai aux Fleurs, à Paris (cf. l'article marché aux fleurs de Paris) - encre et aquarelle (1828), musée Carnavalet, Paris
- Plans du Palais de justice d'Alger présentés à l'Empereur Napoléon III - Plume et encre (1865), musée national des Beaux-Arts d'Alger, Alger (don de la Société des Amis de Chassériau)
- Fragments des hauts-reliefs de l'arc de Triomphe de Marseille - 3 dessins, musée du Vieux Marseille, Marseille
- Projet de bourse, chambre et tribunal de Commerce à établir place Neuve à Marseille - lavis (1836), Musée de la Chambre de commerce et d'industrie Aix Marseille-Provence, Marseille

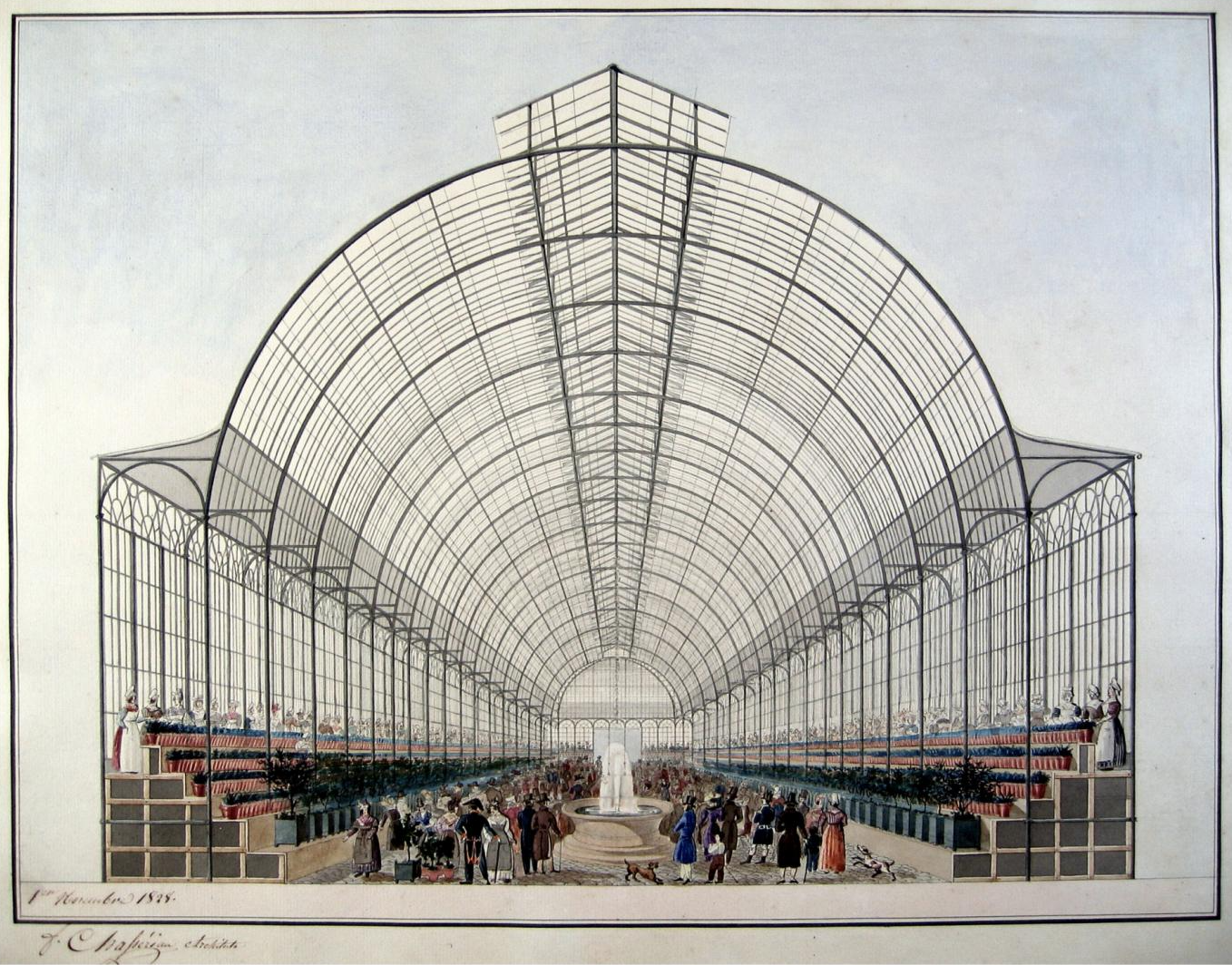
Charles-Frédéric Chassériau, Vue intérieure du projet d'un marché aux fleurs et aux fruits, quai aux Fleurs à Paris (1828), conservé au musée Carnavalet, Paris.
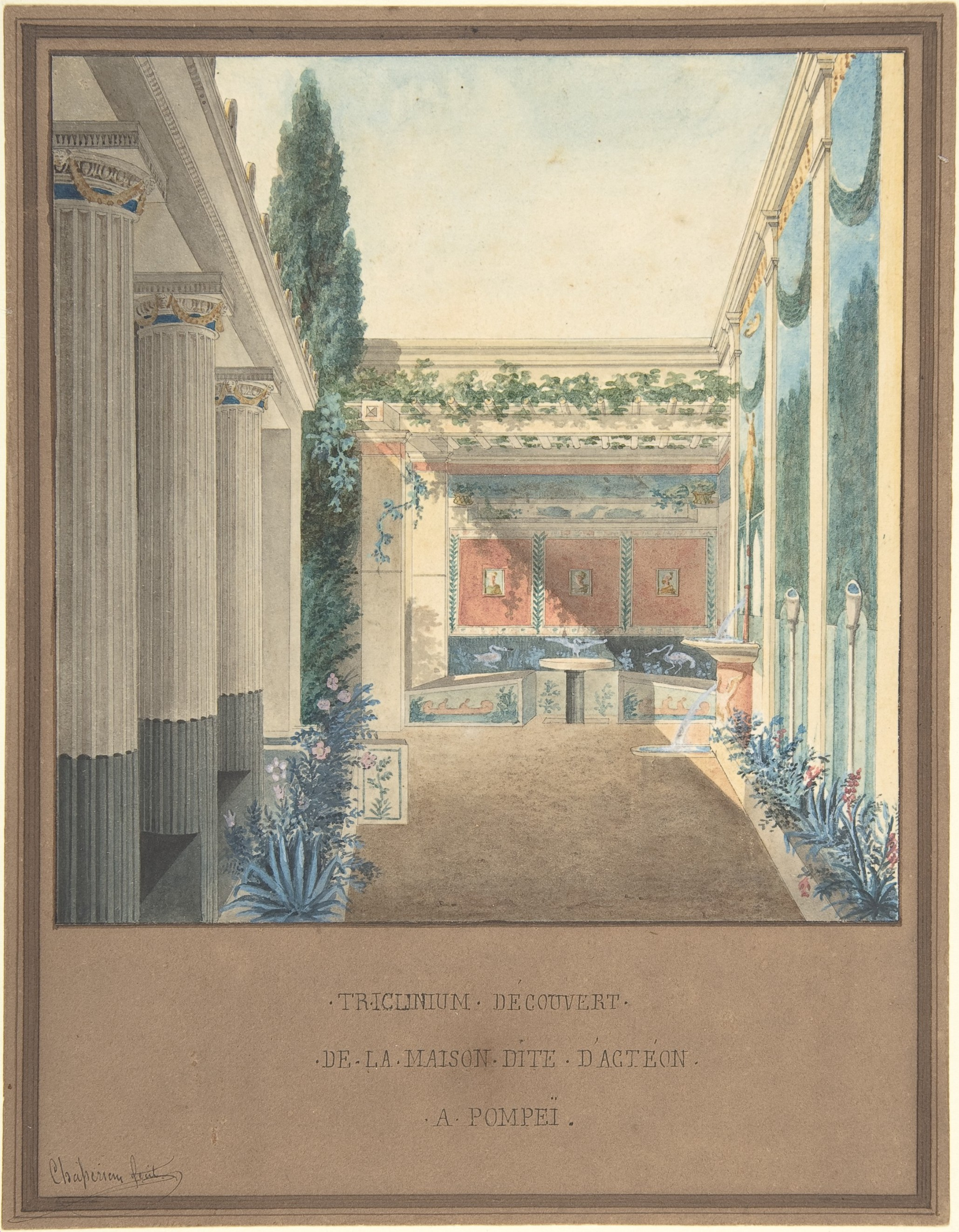
Charles-Frédéric Chassériau, Triclinium découvert de la maison dite d'Actéon à Pompéi (1824), conservé au Metropolitan Museum of Art, New York.
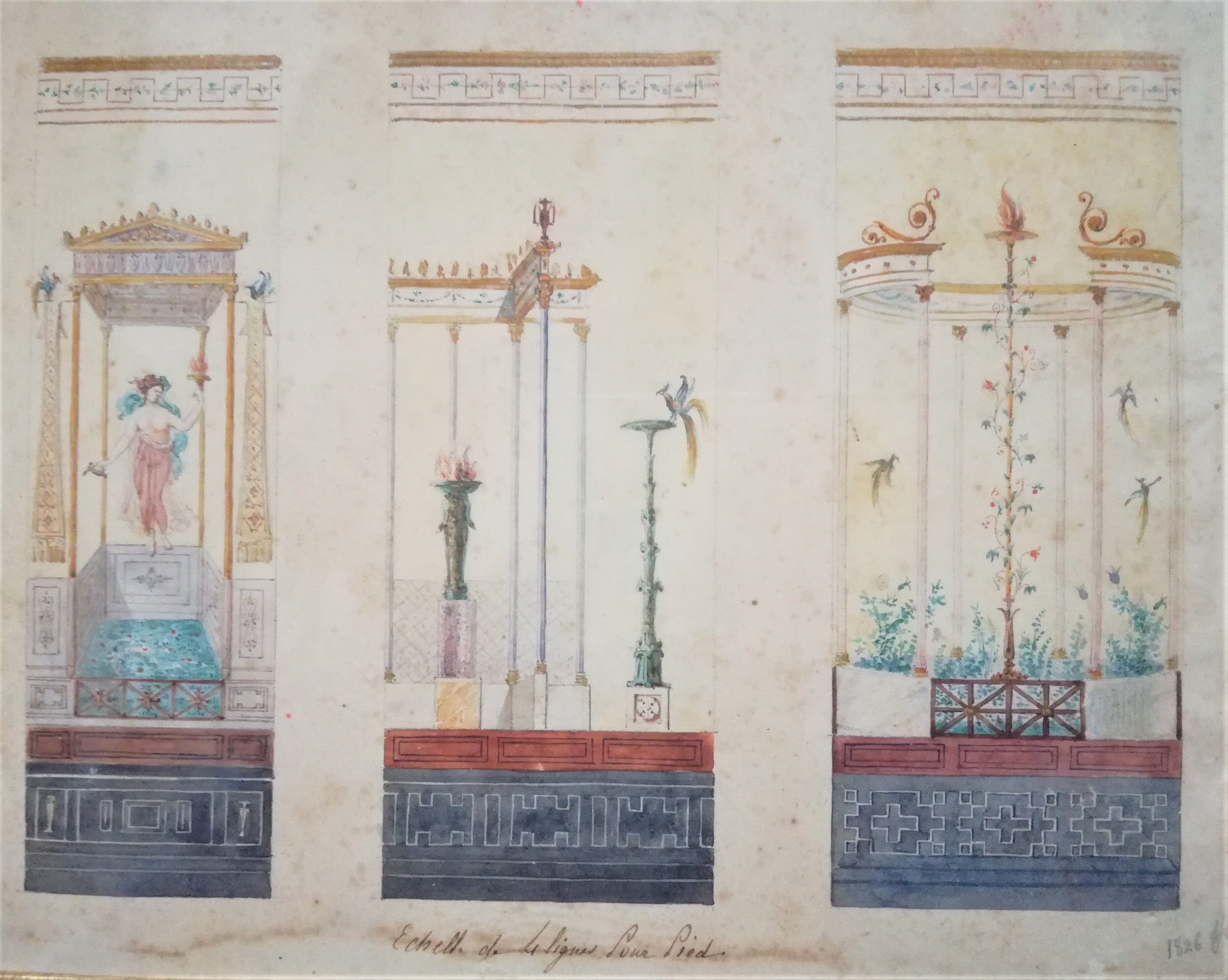
Charles-Frédéric Chassériau, Décors de Pompéi (1826).
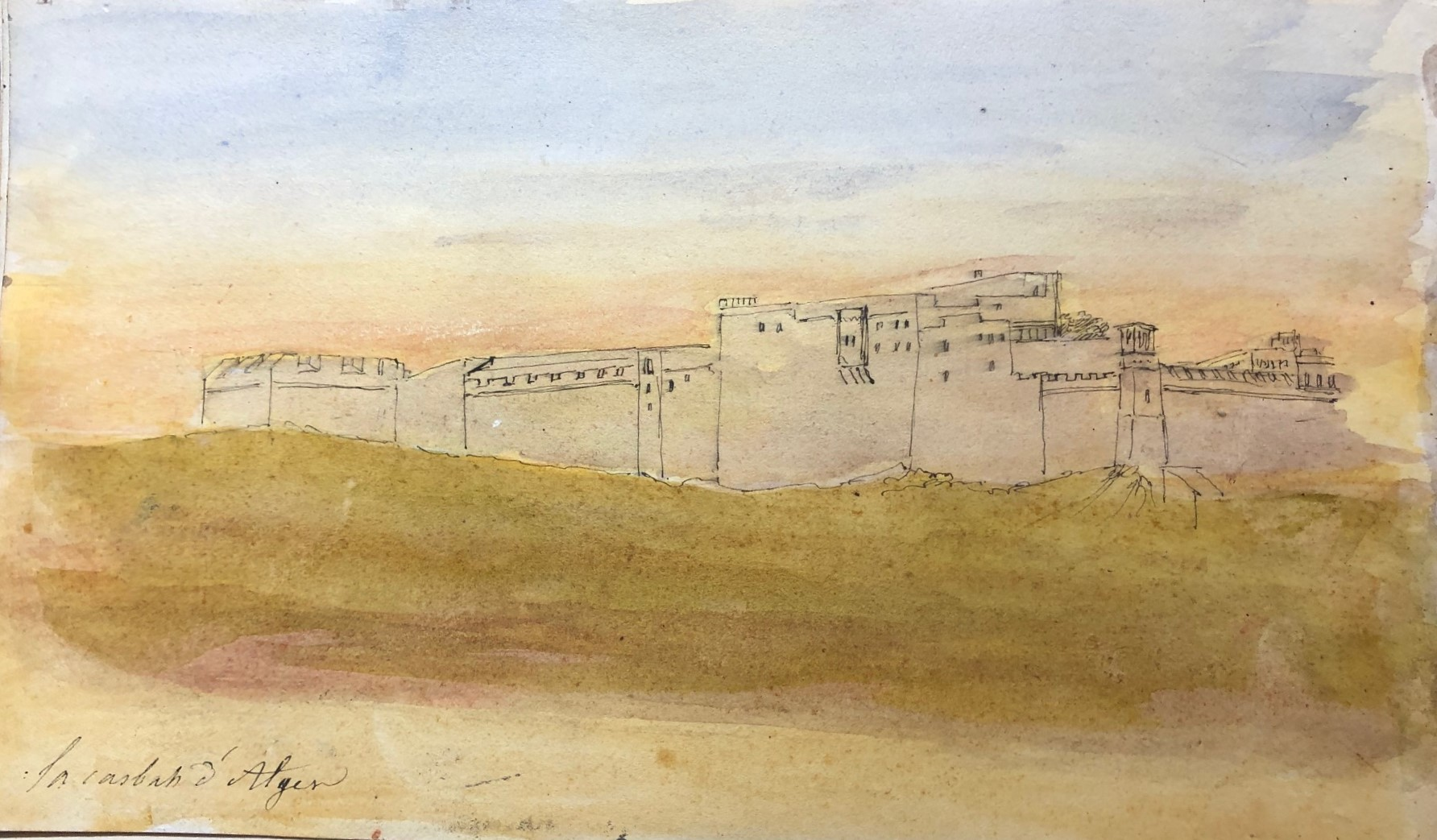
Charles-Frédéric Chassériau, La Casbah d'Alger (1840).
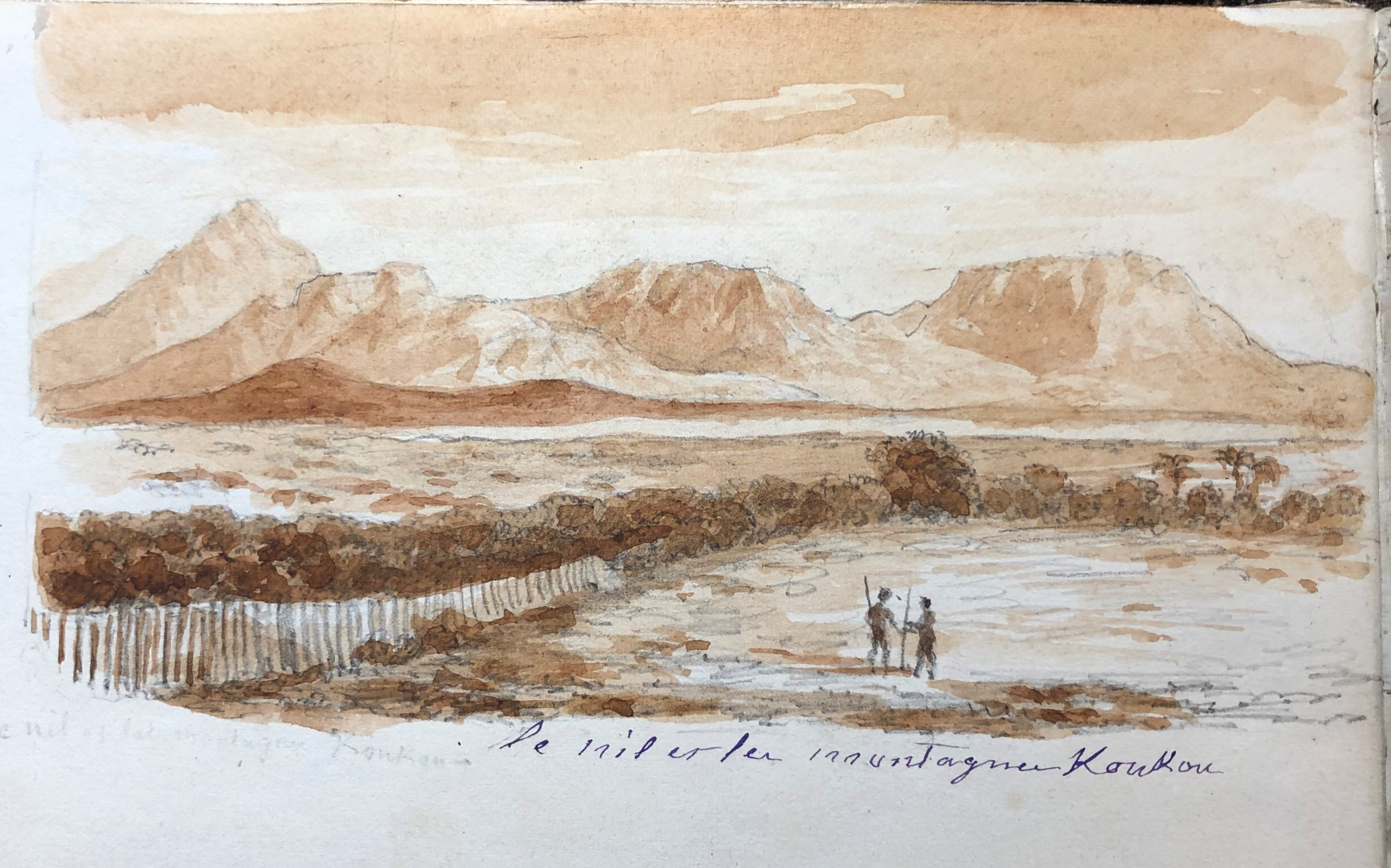
Charles-Frédéric Chassériau, Paysage d'Égypte sur les bords du Nil (1830).
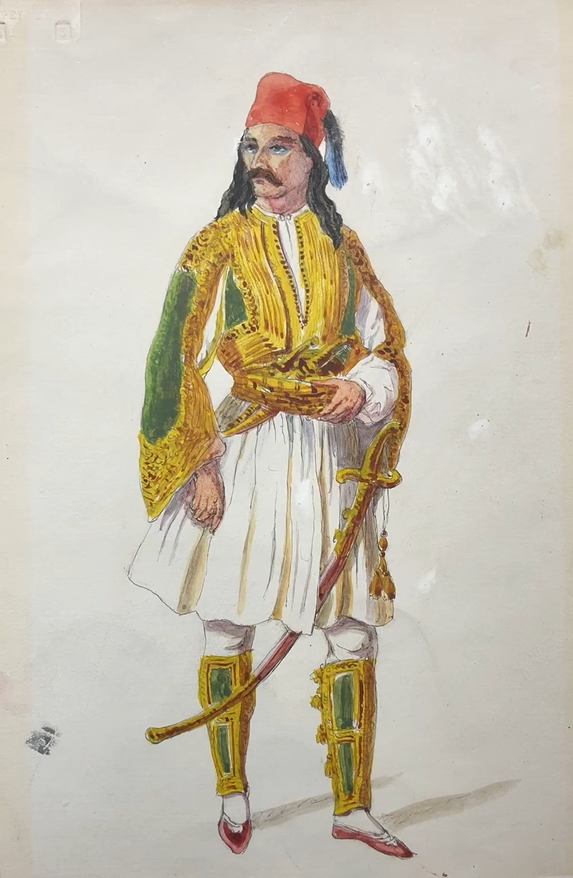
Charles-Frédéric Chassériau, Soldat grec (1830).
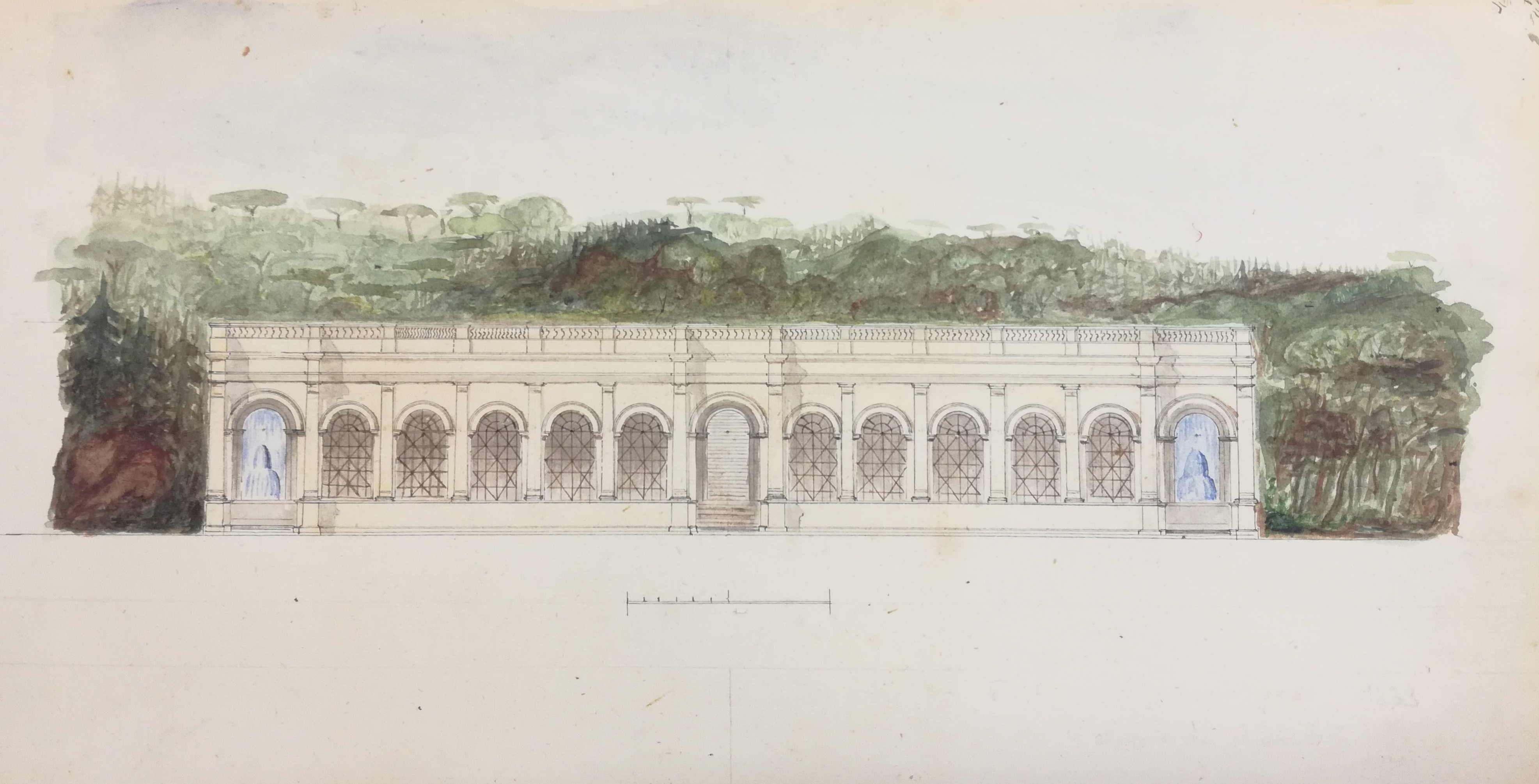
Charles-Frédéric Chassériau, Projet d'orangerie et de fontaines dans les environs de Marseille (1839).
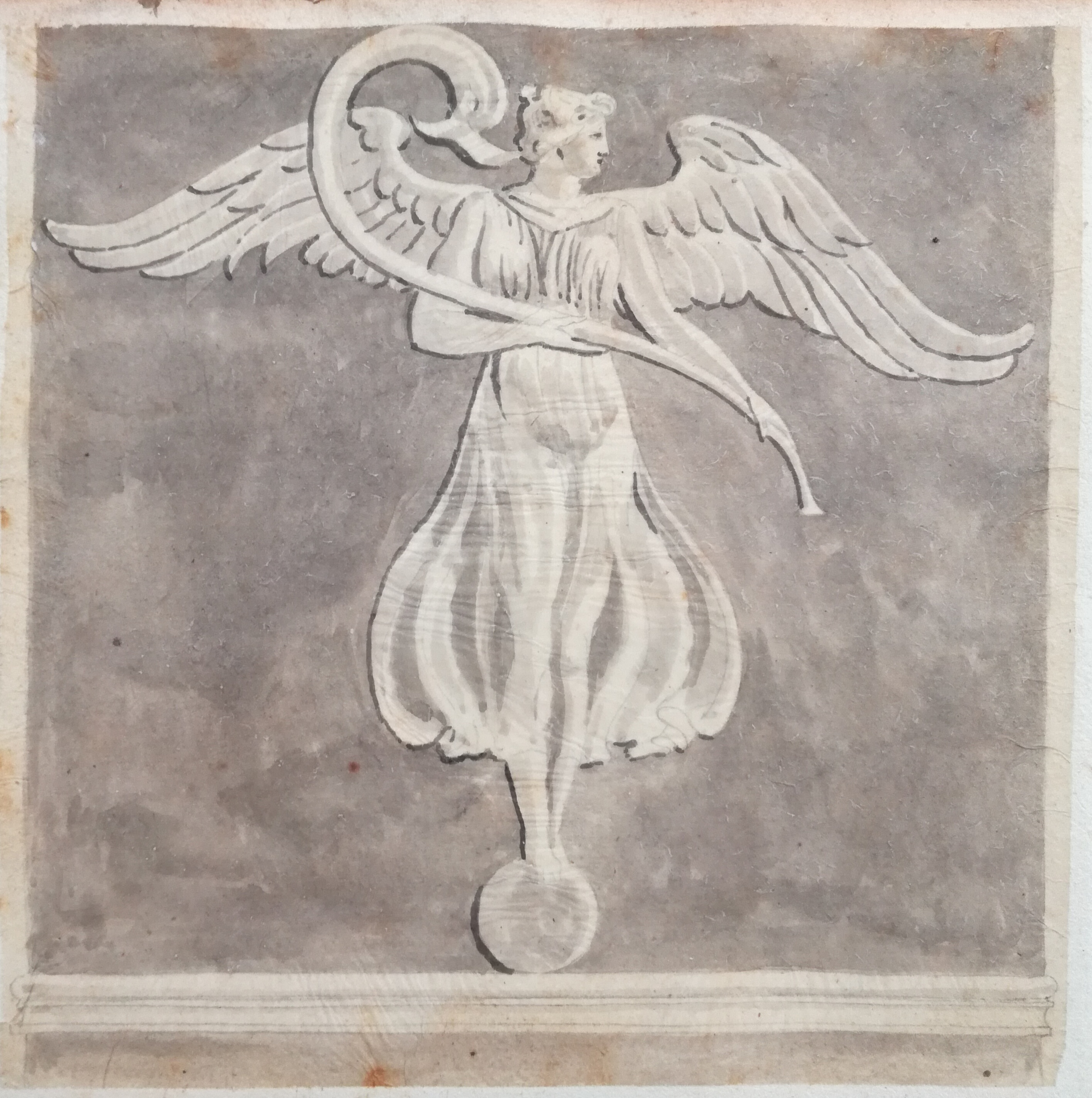
Charles-Frédéric Chassériau, Femme ailée, détail du Tombeau de Calventius Quietus, détails du bas-reliefs dudit tombeau, reproduit dans Les ruines de Pompéi de François Mazois (partie 1, planche XXVI).

## Famille
Charles-Frédéric Chassériau était le fils du général Victor Frédéric Chassériau, mort à Waterloo et d'Elisabeth Ranson issue d'une famille d'armateurs protestants de La Rochelle. Créole, il était cousin germain du peintre Théodore Chassériau et de l'écrivain Louise Swanton Belloc. À la mort de son père en 1815, il fut recueilli par deux oncles également revenus de Saint-Domingue après que la partie française de l'île soit devenue Haiti. L'un des oncles était l'aventurier et diplomate Benoît Chassériau.

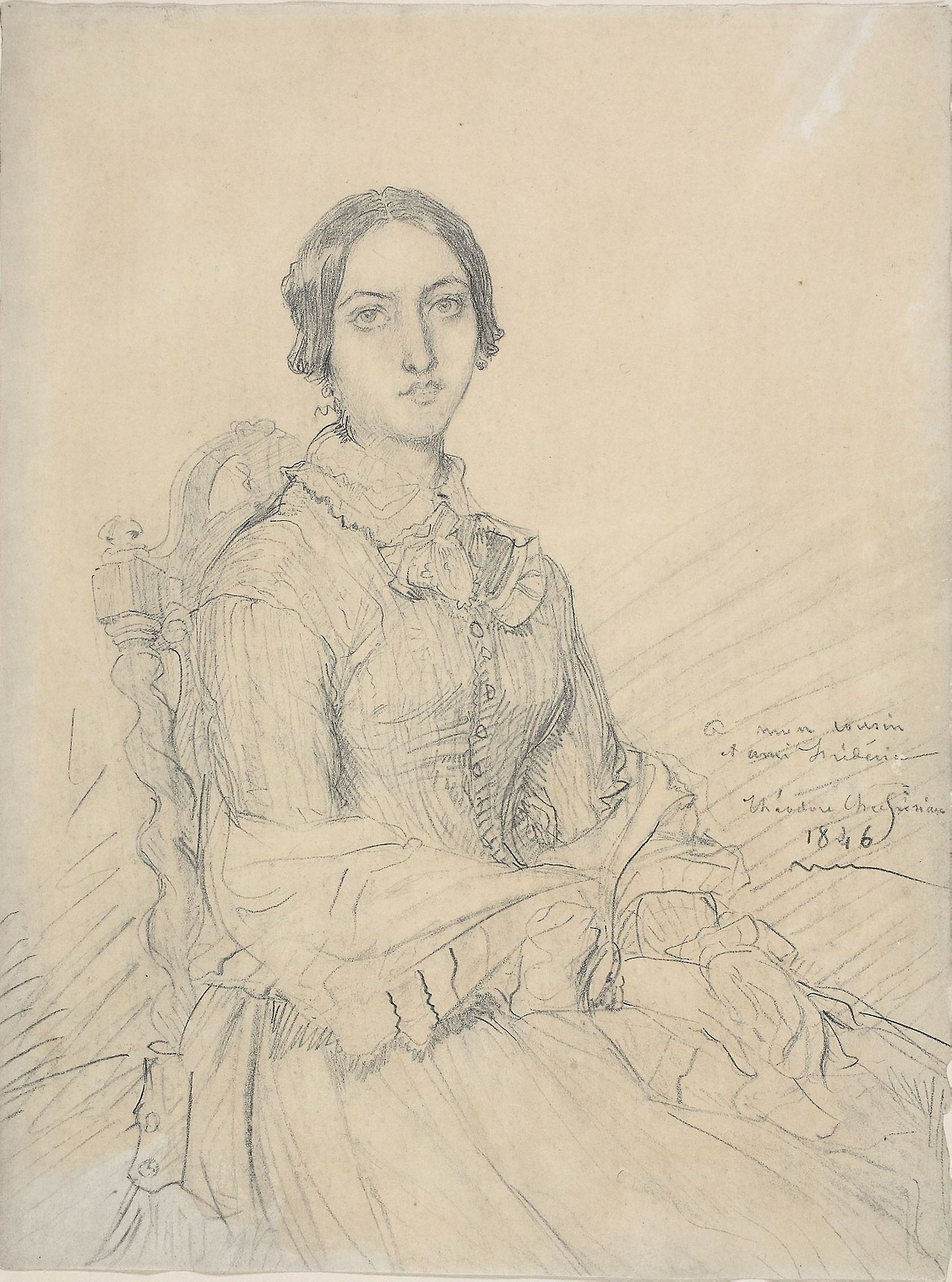
Portrait de son épouse, baronne Joséphine Chassériau, née Warrain par Théodore Chassériau (The Art Institute of Chicago).

Il épousa Joséphine Warrain, fille de l'armateur et maire de Marseille, Alexandre Warrain. Son portrait, exécuté en 1846 par Théodore Chassériau (conservé à l'Art Institute of Chicago), témoigne de sa beauté. Une beauté évoquée par le conseiller d'État Frédéric-Victor Chassériau dans une lettre à son frère Théodore Chassériau : « 18 ans, de la beauté, un excellent naturel, peu de fortune mais d’une famille extrêmement considérée à Marseille, son père a refusé la mairie et la députation [...] le cousin paraît fort épris. »
Charles-Frédéric Chassériau et son épouse habitaient la villa Mahieddine à Alger, une dépendance de la résidence d'été du dey Mustapha, et une maison rue Michelet, devenue par la suite l’Hôtel oriental. De son mariage, il eut trois enfants :
- baron Alexandre-Frédéric Chassériau (1838-1863), sous-officier à Alger
- Claire Chassériau (1842-1936), épouse du préfet d'Oran Jean-Baptiste Nouvion
- baron Arthur Chassériau (1850-1934), collaborateur de Ferdinand de Lesseps, agent de change et collectionneur

## Distinctions
- Rampe Frédéric Chassériau à Alger (rue parallèle au port et proche de la gare de l'Agha[20])
- Membre de l'Académie des sciences, lettres et arts de Marseille, fauteuil no 33[21] - 1839
- Doyen des Saint-Cyriens à sa mort en 1896
- Donateur du Musée d'Alger en mai 1860 (don d'un grand bronze de l’empereur Commode[22]) et en 1862 (don d'un bronze moyen représentant Cléopâtre Séléné II, femme de Juba II, trouvé lors de travaux de fouilles[23])

- Membre correspondant de l’Institut historique de Paris[24]- 1834 (5e classe – Histoire des Beaux-Arts sous la présidence de Louis-Pierre Baltard)
- Sociétaire perpétuel en 1854 de la Fondation Taylor
- Membre de la Société impériale zoologique d'acclimatation (1859)